# Tir à l'arc aux Jeux olympiques de la jeunesse d'été de 2010
Navigation
Édition suivante
Le tir à l'arc aux jeux olympiques de la jeunesse d'été de 2010 ont eu lieu durant une période de trois jours du 19 au 21 août. Les compétitions auront lieu au Kallang Field à Singapour.

## Qualification
Les compétitions qualifications ont eu lieu durant les YWC 2009 et dans 5 tournois qualificatifs continentales en 2009 et en 2010. 17 places aux YWC ont été attribués aux CNO avec les archers les mieux classés. 6 places ont été distribués durant les compétitions continentales pour les CNO pas encore qualifiés (2 places pour l'Europe et 1 place chacun pour l'Asie, l'Amérique, l'Afrique et l'Océanie).

## Athlètes qualifiés
| Joueur                 | CNO            |
| ---------------------- | -------------- |
| Vasil Shahnazaryan     | Arménie        |
| Benjamin Nott          | Australie      |
| Mohammed Emdadul Milon | Bangladesh     |
| Anton Karoukin         | Biélorussie    |
| Teodor Todorov         | Bulgarie       |
| Timon Park             | Canada         |
| Siyue Luo              | Chine          |
| Yuan-Hsiang Ku         | Taipei chinois |
| Frantisek Hajduk       | Tchéquie       |
| Benjamin Ipsen         | Danemark       |
| Ibrahim Sabry          | Égypte         |
| Joni Hautamaki         | Finlande       |
| Julien Rossignol       | France         |
| Mark Nesbitt           | Royaume-Uni    |
| Sebastian Linszter     | Hongrie        |
| Atanu Das              | Inde           |
| Luca Mancione          | Italie         |
| Tsukushi Koiwa         | Japon          |
| Jafet Farjat           | Mexique        |
| Aung Gyi Gyi           | Birmanie       |
| Rick van den Oever     | Pays-Bas       |
| Maciej Jaworski        | Pologne        |
| Bolot Tsybzhitov       | Russie         |
| Abdud Dayyan Jaffar    | Singapour      |
| Gregor Rajh            | Slovénie       |
| Min Beom Park          | Corée du Sud   |
| Carlos Rivas           | Espagne        |
| Axel Müller            | Suisse         |
| Tanapat Harikul        | Thaïlande      |
| Yagiz Yilmaz           | Turquie        |
| Vitaliy Komonyuk       | Ukraine        |
| Benjamin Chu           | États-Unis     |

| Joueuse               | CNO            |
| --------------------- | -------------- |
| Alice Ingley          | Australie      |
| Beauty Ray            | Bangladesh     |
| Iryna Hul             | Biélorussie    |
| Zoe Gobbels           | Belgique       |
| Brunna Araujo         | Brésil         |
| Jia Song              | Chine          |
| Tan Ya-ting           | Taipei chinois |
| Nynne Holdt-Caspersen | Danemark       |
| Aya Kamel             | Égypte         |
| Tanja Sorsa           | Finlande       |
| Laurie Lecointre      | France         |
| Isabel Viehmeier      | Allemagne      |
| Zoi Paraskevopoulou   | Grèce          |
| Seema Verma           | Inde           |
| Erwina Safitri        | Indonésie      |
| Yasaman Shirian       | Iran           |
| Gloria Filippi        | Italie         |
| Mai Okubo             | Japon          |
| Farida Tukebayeva     | Kazakhstan     |
| Mariana Avitia        | Mexique        |
| Alexandra Mirca       | Moldavie       |
| Maud Custers          | Pays-Bas       |
| Aleksandra Wojnicka   | Pologne        |
| Tatiana Segina        | Russie         |
| Vanessa Tze Rong Loh  | Singapour      |
| Brina Bozic           | Slovénie       |
| Ye Ji Kwak            | Corée du Sud   |
| Miriam Alarcon        | Espagne        |
| Kristina Zaynutdinova | Tadjikistan    |
| Begunhan Unsal        | Turquie        |
| Lidiia Sichenikova    | Ukraine        |
| Miranda Leek          | États-Unis     |

## Agenda des compétitions
| Date    | Jour     | Temps   | Détails            |
| ------- | -------- | ------- | ------------------ |
| 19 août | Jeudi    | 11:00 h | Équipe mixte       |
| 20 août | Vendredi | 11:00 h | Individuel filles  |
| 21 août | Samedi   | 11:00 h | Individuel garçons |

### Tableau des médailles

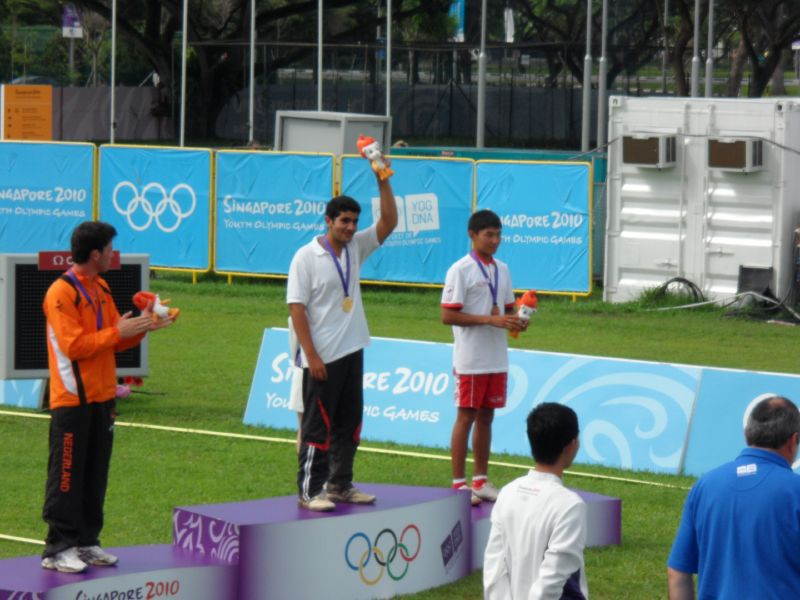
Le podium de la compétition individuel garçons avec de gauche à droite Rick van den Oever (argent, Pays-Bas), Ibrahim Sabry (or, Égypte) et Bolot Tsybzhitov (bronze, Russie).

| Rang  | Nation         | Or | Argent | Bronze | Total |
| ----- | -------------- | -- | ------ | ------ | ----- |
| 1     | CNO mixtes     | 1  | 1      | 1      | 3     |
| 2     | Corée du Sud   | 1  | 0      | 0      | 1     |
| 2     | Égypte         | 1  | 0      | 0      | 1     |
| 4     | Taipei chinois | 0  | 1      | 0      | 1     |
| 4     | Pays-Bas       | 0  | 1      | 0      | 1     |
| 6     | Russie         | 0  | 0      | 2      | 2     |
| Total | Total          | 3  | 3      | 3      | 9     |

### Compétitions
| Événement          | Or                            | Argent                          | Bronze                             |
| ------------------ | ----------------------------- | ------------------------------- | ---------------------------------- |
| Individuel garçons | Ibrahim Sabry                 | Rick van den Oever              | Bolot Tsybzhitov                   |
| Individuel filles  | Kwak Ye-ji                    | Tan Ya-ting                     | Tatiana Segina                     |
| Équipe CNO mixtes  | Gloria Filippi Anton Karoukin | Zoi Paraskevopoulou Gregor Rajh | Begunhan Unsal Abdud Dayyan Jaffar |